# Большая белая надежда
«Большая белая надежда» (англ. The Great White Hope) — американский кинофильм 1970 года.

## Сюжет
В фильме подняты проблемы расистского общества в США, которое существовало в начале XX века и отголоски которого встречаются и по сей день.
Джек Джефферсон — первый чёрный чемпион в боксе в тяжёлом весе. Но он вынужден уступать, потому что его преследует расистское общество. Он влюблён в красивую женщину Элеонору, но она белая, и их любовь осмеивается ненавистниками. Джек и Элеонора борются за своё существование, а в это время белые боксёры ищут способы победить ненужного чемпиона. И находят, ведь само общество идёт им навстречу — и Джек вынужден проиграть белому претенденту, которого он мог легко победить.

## В ролях
- Джеймс Эрл Джонс — Джек Джефферсон
- Джейн Александер — Элеонора Бэкман
- Лу Гилберт — Голди
- Джоэл Флюэллен — Тик
- Честер Моррис — Поп Уивер
- Роберт Уэббер — Диксон
- Марлин Уорфилд — Клара
- Р. Дж. Армстронг — капитан Дан
- Хэл Холбрук — Аль Кэмерон
- Би Ричардс — мать Тины
- Чарльз Лампкин — друг миссис Джефферсон (в титрах не указан)